# Vanyarc
Vanyarc is een plaats (község) en gemeente in het Hongaarse comitaat Nógrád. Vanyarc telt 1402 inwoners (2001).